# Tia Eron
Eronildes Vasconcelos Carvalho, mais conhecida como Tia Eron (Salvador, 2 de junho de 1972) é professora e política brasileira filiada ao Republicanos.
Ganhou notoriedade durante o Processo de cassação de Eduardo Cunha por ter seu voto como decisivo. Começou a sua trajetória política desenvolvendo ações sociais nos bairros do Aquidabã, Dois Leões, Polêmica e Saramandaia na capital baiana. O seu trabalho com crianças na Igreja Universal do Reino de Deus gerou o apelido e posteriormente nome político "Tia Eron".

## Carreira
Tia Eron exerceu primeiramente o cargo de vereadora em Salvador, de 2001 a 2014, quando foi eleita para o cargo de deputada federal pela estado da Bahia. No dia 1º de março de 2019 assumiu a Secretaria Nacional de Políticas para Mulheres, do Ministério da Mulher, da Família e dos Direitos Humanos (MMFDH). Deixou o cargo no mesmo ano.

### Atuação como vereadora
Tia Eron foi vereadora por quatro mandatos consecutivos, no período de 2001 a 2014. Foi a primeira vereadora negra da Câmara Municipal de Salvador. Destacou-se durante os 13 anos de vereança com seus projetos destinados para políticas de reparação em Salvador.

#### Ré em ação civil pública
Tia Eron e outros 30 vereadores são réus em uma ação civil pública na 5ª Vara Fazenda Pública de Salvador por suspeita de improbidade administrativa. Na denúncia do Ministério Público da Bahia, os vereadores são acusados de desrespeitar uma decisão judicial ao incluir irregularmente artigos no projeto de lei do Plano Diretor de Desenvolvimento Urbano (PDDU) de Salvador em outro projeto de lei - a Lei de Ordenamento de Uso do Solo. O processo é de 2012.

### Atuação como Deputada Federal
Em 2014 foi eleita Deputada Federal pelo Partido Republicano Brasileiro (PRB), pela coligação liderada pelo ex-governador Paulo Souto, com 116.912 votos, sendo a deputada mais votada em seu estado. Como membro do Parlatino (Parlamento Latino-Americano) a deputada representou o Brasil em diversos países da América Latina. Na Câmara dos Deputados, foi relatora do projeto que obriga o Sistema Único de Saúde (SUS) a fazer gratuitamente cirurgia reparadora em mulheres vítimas de violência doméstica. Em março de 2016, participou das reuniões na Organizações das Nações Unidas sobre política para mulheres. O prêmio Congresso em Foco posicionou a deputada em 15º lugar, como "parlamentares do futuro", sendo que ela foi a única mulher negra da lista. Tia Eron é a atual Presidente Estadual do PRB, sendo uma das únicas mulheres, juntamente com a senadora Lídice da Mata, a comandar um partido político no estado da Bahia.
Em 17 de abril de 2016, votou a favor do processo de impeachment da presidente Dilma Rousseff. Em 14 de junho de 2016, votou a favor a cassação do deputado Eduardo Cunha no comitê de ética da Câmara dos Deputados.
Na eleição de 2018, não foi reeleita como deputada federal, no entanto, com a nomeação de João Roma para o cargo de Ministro da Cidadania, ela reassumiu seu mandato no começo de 2021.

## Prêmios e Indicações
- Em 2012, recebeu o Prêmio Internacional Mulheres Distintas (Brazilian Women in Power) em Hartford, Connecticut (EUA)[6]
- Em 2015, foi indicada ao Troféu Raça Negra 2015 na categoria Personalidade Política[16]